# Supercoppa italiana 1999 (pallavolo maschile)
La Supercoppa italiana 1999 si è svolta il 26 settembre 1999: al torneo hanno partecipato due squadre di club italiane e la vittoria finale è andata per la seconda volta al Cuneo.

## Regolamento
Le squadre hanno disputato una gara unica.

## Squadre partecipanti
| Squadra | Qualificazione                  | Ultima partecipazione    |
| ------- | ------------------------------- | ------------------------ |
| Cuneo   | Vincitrice Coppa Italia 1998-99 | Supercoppa italiana 1997 |
| Treviso | Vincitrice Serie A1 1998-99     | Supercoppa italiana 1998 |

## Torneo
| 26 settembre 1999 PalaTrieste, Trieste Durata: ? - Spettatori: 3 740 | Treviso | 1 - 3 | Piemonte | 21-25, 19-25, 25-23, 19-25 |